# Aubrey (Arkansas)
Aubrey is een plaats (town) in de Amerikaanse staat Arkansas, en valt bestuurlijk gezien onder Lee County.

## Demografie
Bij de volkstelling in 2000 werd het aantal inwoners vastgesteld op 221.
In 2006 is het aantal inwoners door het United States Census Bureau geschat op 193,.

## Geografie
Volgens het United States Census Bureau beslaat de plaats een oppervlakte van
0,9 km². Aubrey ligt op ongeveer 60 m boven zeeniveau.